# Dragonea
Dragonea is een plaats (frazione) in de Italiaanse gemeente Vietri sul Mare.